# Distretto di Kandhamal
Il distretto di Kandhamal è un distretto dell'Orissa, in India, di 647 912 abitanti. Il suo capoluogo è Phulbani.